# Anna Luise von Schwarzburg

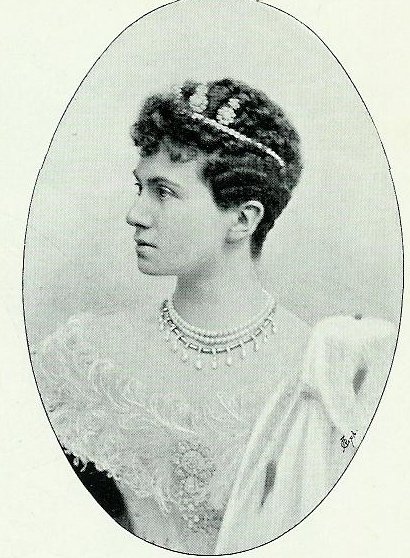
Fürstin Anna Luise von Schwarzburg-Rudolstadt

Anna Luise von Schwarzburg (* 19. Februar 1871 auf Schloss Hermsdorf bei Dresden; † 7. November 1951 im Schloss Sondershausen) war bis zu den Abdankungen ihres Gatten Fürst Günther Victor und damit bis zum Ende der Monarchie in Deutschland am 23. November 1918 Fürstin von Schwarzburg-Rudolstadt und bis 25. November Fürstin von Schwarzburg-Sondershausen. 
Als bedeutende Freizeitfotografin dokumentierte sie die Wirren ihrer Zeit und bewahrte die wertvollen Fotografien für zukünftige Generationen. Nach dem Zweiten Weltkrieg entschied sich die Fürstin für ein Leben in der DDR und blieb bis zu ihrem Tod in Sondershausen.

## Biografie

### Kindheit  und Jugend

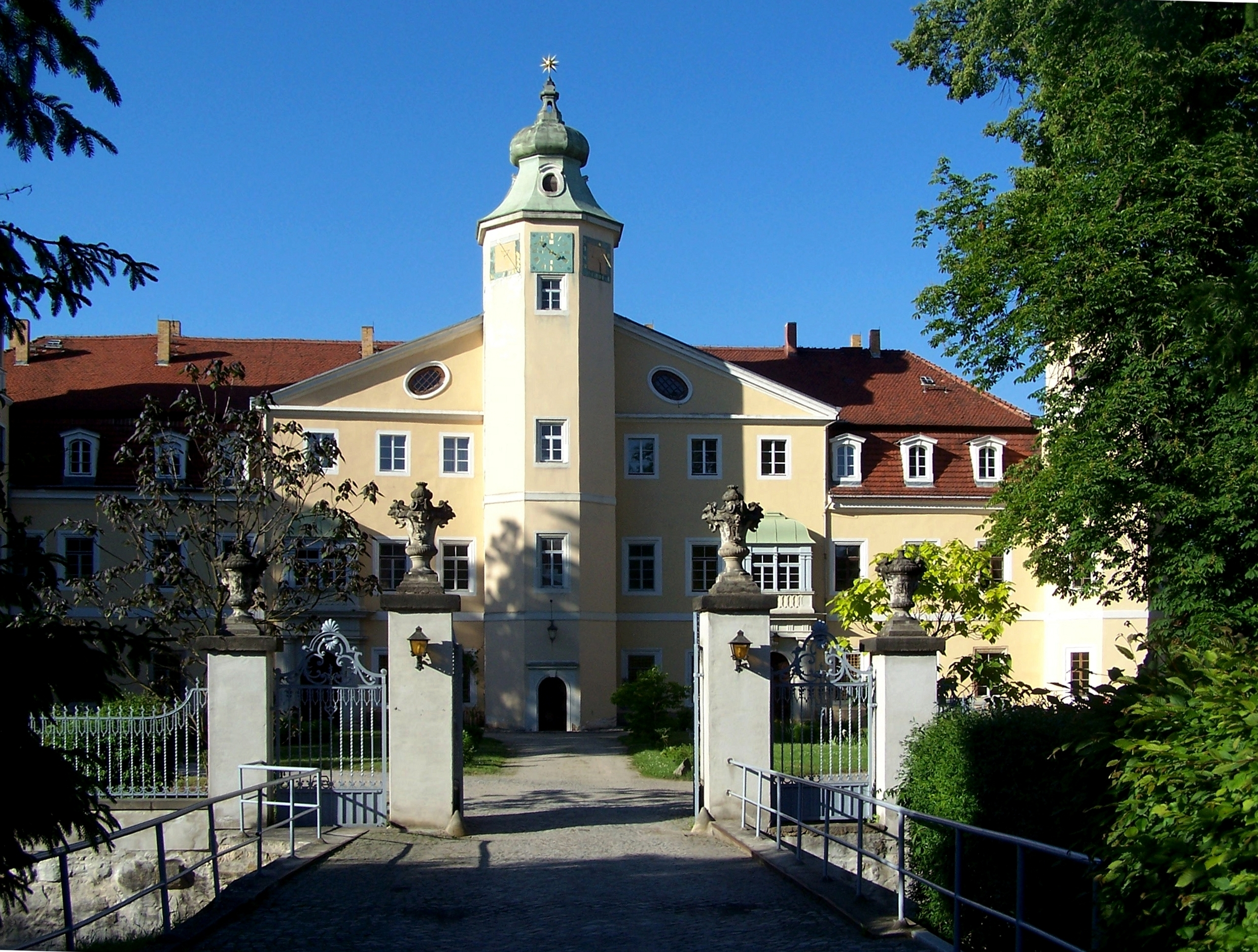
Schloss Hermsdorf

Am 19. Februar 1871 kam Anna Luise auf Schloss Hermsdorf als einzige Tochter und jüngstes Kind von Prinz Georg von Schönburg-Waldenburg (1828–1900) und Prinzessin Luise (1844–1922), Tochter des Prinz Adolf von Bentheim-Tecklenburg, zur Welt. Gemeinsam mit ihren Brüdern Hermann (1865–1943) und Ulrich (1869–1939) verbrachte sie ihre Kindheit in Hermsdorf und Schneeberg.
Erst ab acht Jahren durfte sie ein eigenes Zimmer bewohnen, da sie zuvor unter strenger Aufsicht eines Kindermädchens stand. Mit sechs wurde sie zusammen mit ihrem Bruder Ulrich und den Kindern des Rittmeisters von Hoffmann und des Oberförsters von Obereigner erstmals unterrichtet. Einer ihrer Lehrer war Pfarrer Arnold Braue, der später zum Generalsuperintendent nach Rudolstadt berufen wurde. Zu ihrer Ausbildung gehörten auch Musik- und Zeichenstunden. Anna Luise  erlernte Violine und ab 1879 durch ihre Mutter Klavier. Malerei- und Zeichenunterricht erteilten ihr der Landschaftsmaler Oskar Schütz und Porträtmaler Heinrich Schönchen. Da ihr Vater Pferde züchtete, lernte sie als Kind die Kunst des Reitens.
Um das richtige Auftreten und Benehmen in adligen Kreisen zu erwerben, bemächtigte sich die Mutter ihrer Erziehung, so dass Anna Luise sich auf ihre zukünftige Aufgabe als Repräsentantin der fürstlichen Gesellschaft bestmöglich vorbereiten konnte. Sie begleitete ihre Mutter zu Höflichkeitsbesuchen, Teestunden, kulturellen und wohltätigen Veranstaltungen.
Ihre erste Liebe galt Graf Pückler, einem Studienfreund ihres Bruders Hermann. Doch da sie als Fürstentochter standesgemäß heiraten musste, blieb der Graf ihr verwehrt.

### Fürstin von Schwarzburg-Rudolstadt

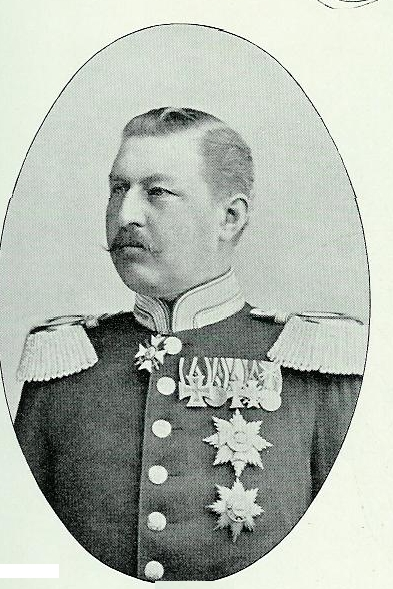
Günther Victor von Schwarzburg-Rudolstadt

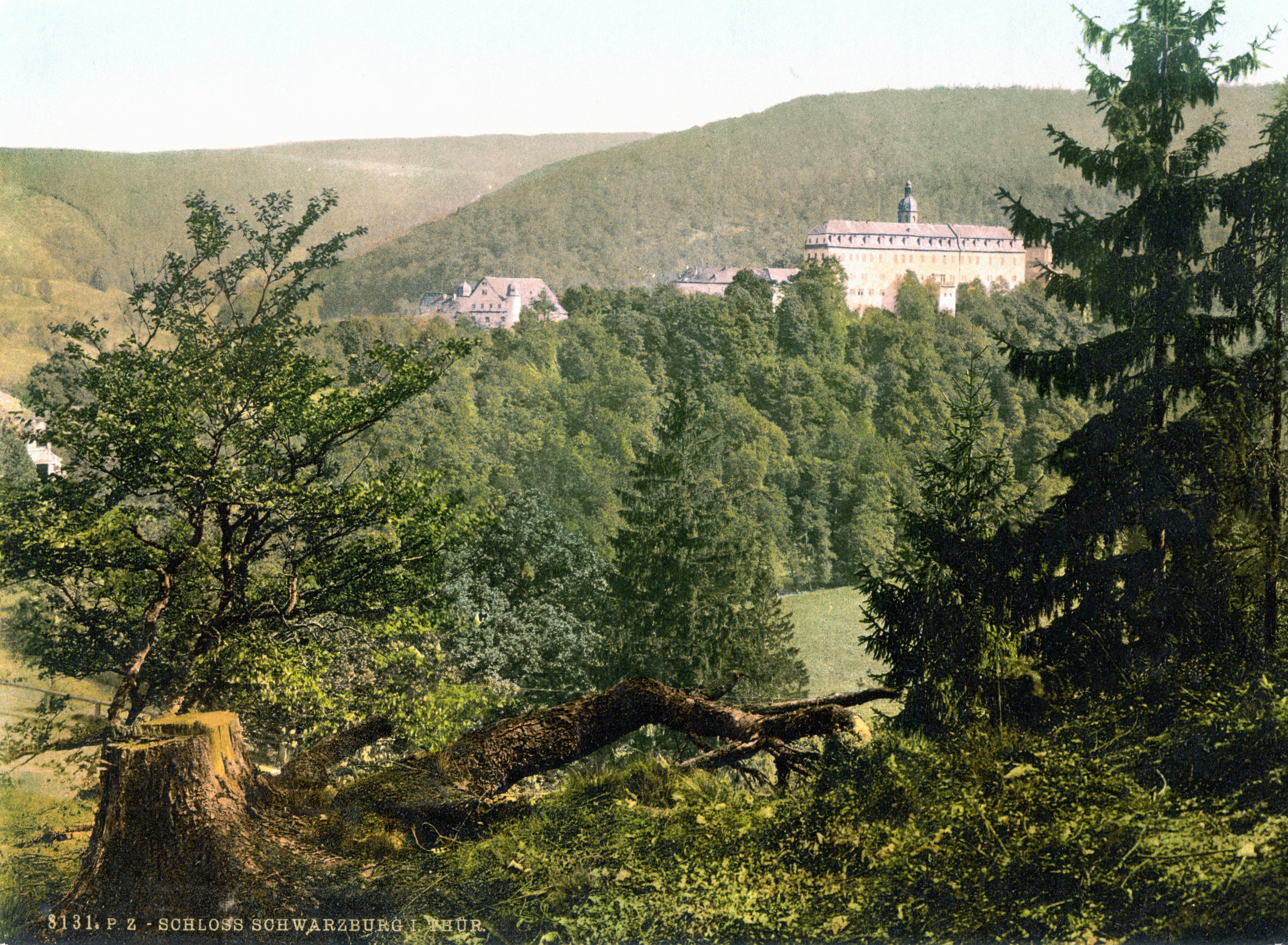
Schloss Schwarzburg vor 1900

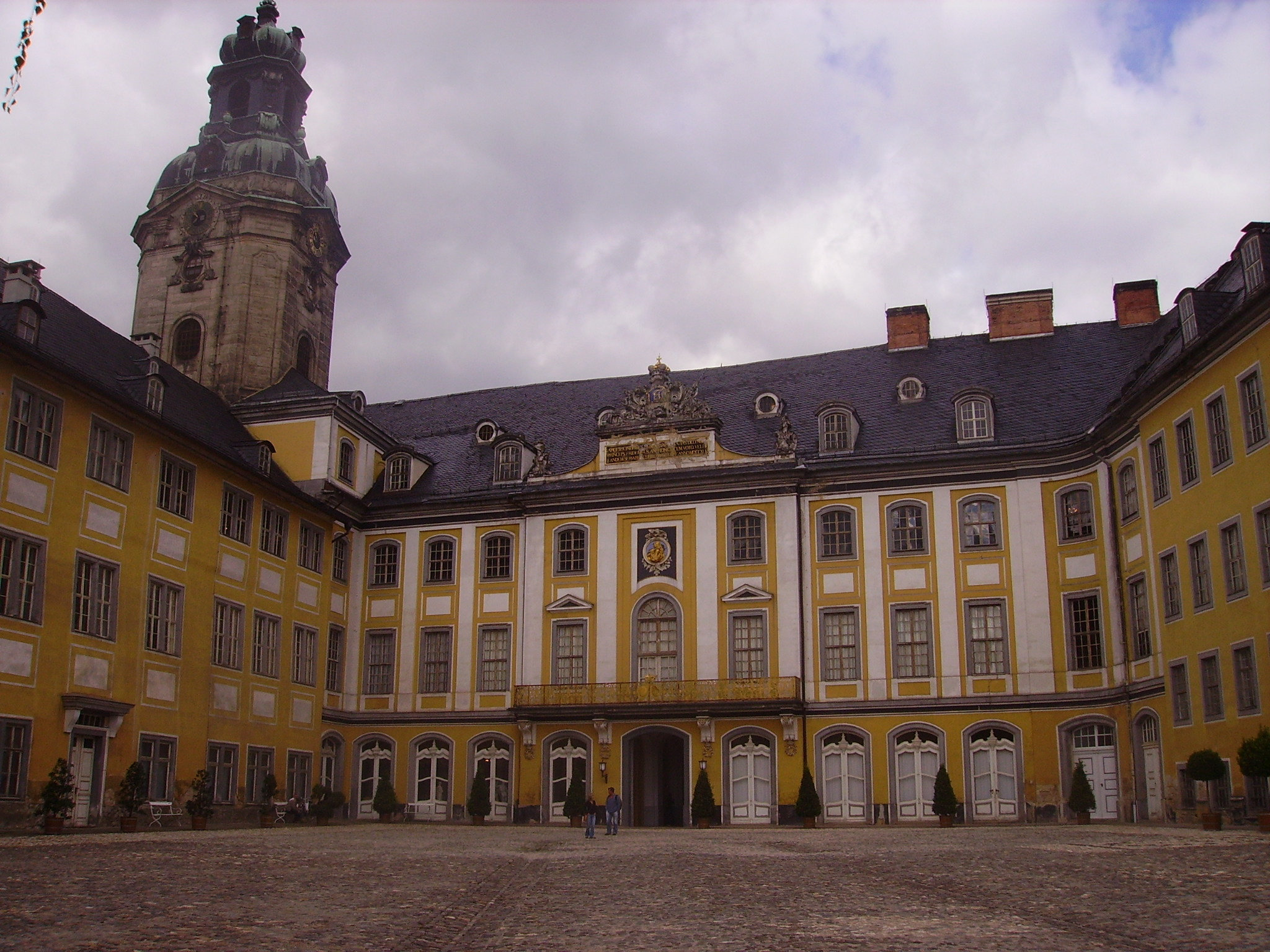
Schloss Heidecksburg in Rudolstadt

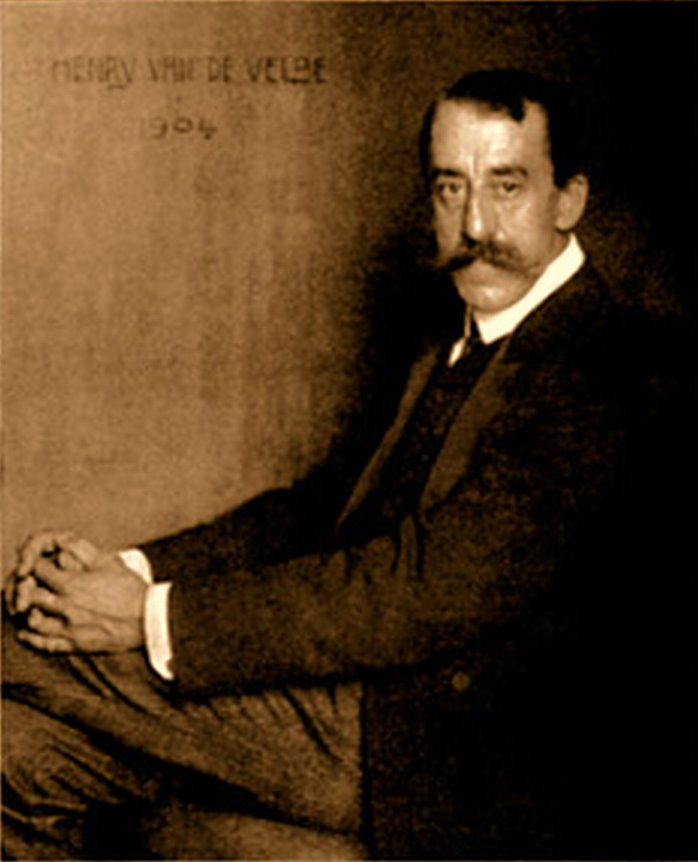
Henry van de Velde 1904 auf einer Fotografie von Nicola Perscheid.

Am 8. November 1891 verlobte sich Anna Luise mit ihrem 19 Jahre älteren Cousin Günther Victor von Schwarzburg-Rudolstadt, nachdem seine Verlobung mit Luise von Sachsen-Altenburg beiderseitig gelöst worden war. Die im Familienverband arrangierte Ehe wurde am 9. Dezember 1891 in Rudolstadt geschlossen. Während die standesamtliche Vermählung in den Roten Räumen im Schloss Heidecksburg erfolgte, fand die kirchliche Trauung anschließend in der Schlosskirche (heute: Porzellangalerie) statt. Den Festlichkeiten wohnten 130 Gäste bei.
Sechs Monate nach der Hochzeit wurde die Schwangerschaft freudig verkündet. Damit schien die Thronfolge gesichert zu werden. Doch im 7. Monat traten Komplikationen auf, und am 1. September 1892 wurde ein Junge totgeboren. Er sei kräftig und theoretisch lebensfähig gewesen, doch das Kind war bereits im Mutterleib gestorben. Die Fürstin fiel daraufhin ins Kindbettfieber, gekoppelt mit Rippenfell- und Unterleibsentzündung sowie einer teilweisen Herzlähmung. Spätfolgen verhinderten künftige Schwangerschaften, was für das Fürstenhaus eine dynastische Katastrophe darstellte.
Die Fehlgeburt zeichnete Anna Luise, was sich auch in ihrem Erscheinungsbild widerspiegelte. Entgegen der damaligen Mode ließ sie ihre Haare kurzschneiden, und auch ihre Kleidung entsprach oftmals nicht dem vorherrschenden Geschmack. Harry Graf Kessler beschrieb sie als „… die Fürstin von Schwarzburg, eine fabelhaft unelegant in einer weißen Bluse und mit kurzgeschnittenem Haar Maximilian Harden täuschend ähnlich sehende Frau …“
Politisch hielt sich die Fürstin weitestgehend zurück, wohlwissend über die tagespolitischen Angelegenheiten. Erst nach 1914 würde sich ihre Rolle radikal ändern.
Durch die Eheschließung mit Günther Victor übernahm sie als Gattin des Fürsten die Rolle der „Landesmutter“. Ihr oblag die Schirmherrschaft über diverse gemeinnützige Institutionen und Vereine. Beispielsweise förderte sie 1893 die Gründung einer Alters- und Armenfürsorge in Quittelsdorf und 1901 die des Anna-Luisen-Stifts in Bad Blankenburg. Präsent war sie ebenso bei zahlreichen Kriegsvereins-, Bürger- oder Schützenfesten und Einweihungen öffentlicher Bauten, wie auch des Kyffhäuserdenkmals bei Bad Frankenhausen.
Im Jahre 1906 lernte Anna Luise auf Schloss Schwarzburg Henry van de Velde, den Begründer der Kunstgewerbeschule in Weimar, kennen, und dieser war seitdem ein gern gesehener Gast der fürstlichen Familie. Sie übergaben ihm sogar ein Refugium in der Fasanerie in der Nähe von Schwarzburg, das er nach eigenen Entwürfen einrichtete. Die Fürstin hegte zwar einen eher konservativen Kunstgeschmack, doch stand sie dem Werk van de Veldes sehr aufgeschlossen gegenüber. Erstmals im Mai 1907 begab sie sich nach Weimar, um diesen außergewöhnlichen Künstler zu besuchen. Auf Einladung des Fürsten zu seiner feierlichen Regierungsübernahme im Fürstentum Schwarzburg-Sondershausen folgte Henry van de Velde dem Fürstenpaar 1909 in die Residenzstadt Sondershausen.

### Fürstin von Schwarzburg-Sondershausen

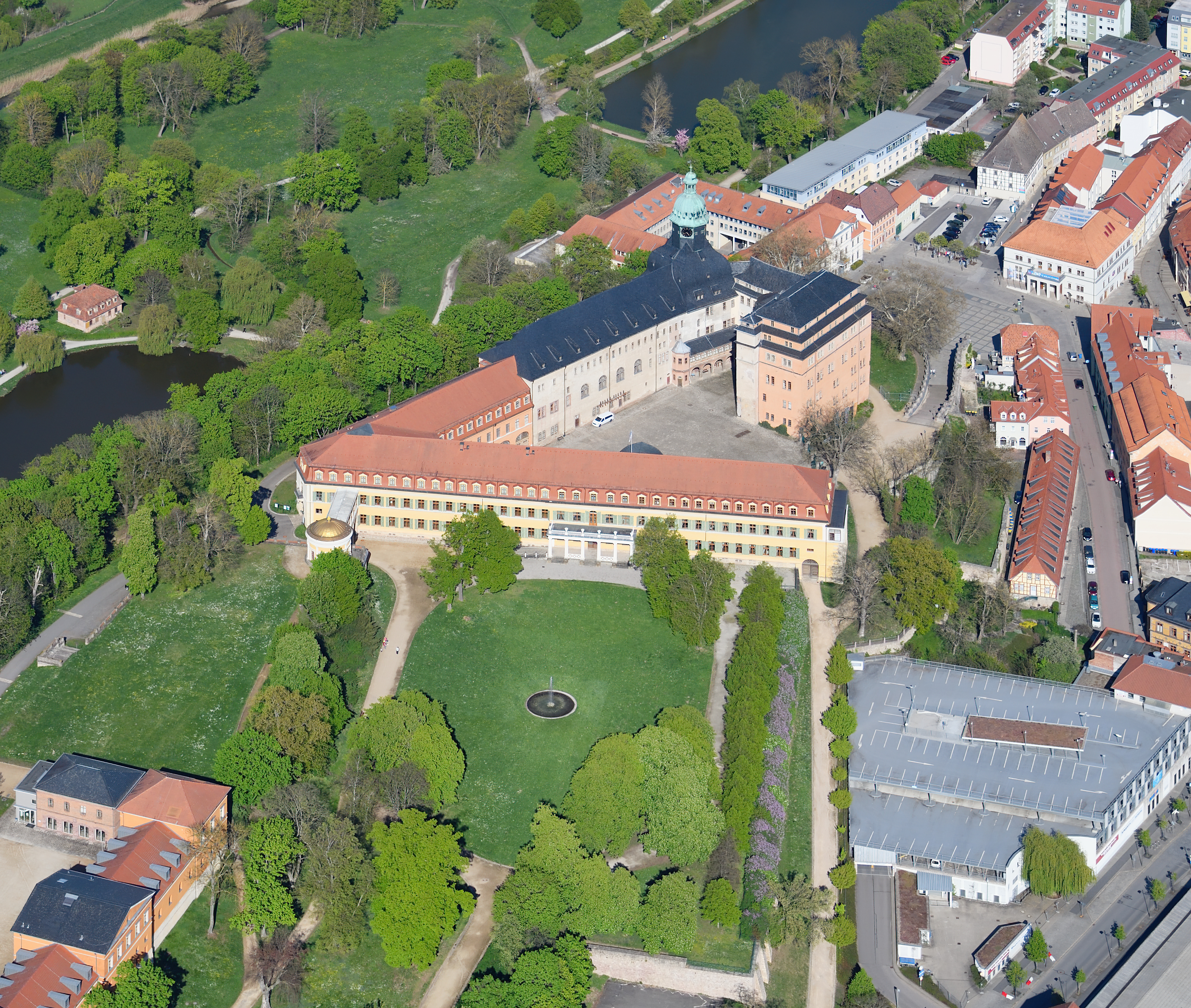
Residenzschloss in Sondershausen

Nach dem Tod des Fürsten Karl Günther von Schwarzburg-Sondershausen und dem damit verbundenen Aussterben der Sondershäuser Teillinie im Mannesstamm übernahm 1909 Günther Victor in Personalunion ebenso die Regierung für dieses Fürstentum. Somit erhielt Anna Luise zusätzlich den Titel der Fürstin von Schwarzburg-Sondershausen.
Ab diesem Zeitpunkt hatte das Fürstenpaar sechs verschiedene Wohnsitze, die sie regelmäßig etwa alle zwei Monate wechseln mussten.
Um ein Weiterbestehen des Hauses Schwarzburg zu sichern, wurde Prinz Sizzo von Leutenberg per Gesetz vom 1. Juni 1896 als Nachfolger berufen und als Angehöriger des Schwarzburger Mannesstammes anerkannt. Seither durfte er sich als „Prinz von Schwarzburg“ bezeichnen. Doch im Laufe der Zeit verschlechterte sich das Verhältnis zwischen den Großcousins Sizzo und Günther Victor. Sizzo fühlte sich ständig benachteiligt, ohne stichhaltige Gründe. Ein sogar in der Presse ausgetragener Streit veranlasste den Fürsten, Sizzo den Aufenthalt in den Schlössern Rudolstadt und Schwarzburg zu verweigern, und 1910 durfte er sich per Dekret nur noch „Prinz zu Schwarzburg“ nennen. 1918 spitzte sich der Konflikt so weit zu, dass sie sich nur noch über Anwälte verständigten.
Auf Grund des labilen Nervenkostüms ihres Mannes und seiner Kreislauf- und Herzbeschwerden musste Anna Luise ihren Tagesablauf möglichst auf den Gesundheitszustand ihres Gatten abstimmen. Sie reiste des Öfteren mit Günther Victor zu ärztlich verordneten Kuren. In ruhigen Stunden, wenn ihr Mann bei Kabinettssitzungen oder auf der Jagd war, nahm sie sich die Zeit zum Schreiben, Lesen und ihrer liebsten Beschäftigung, der Fotografie.

### Das Ende der Monarchie

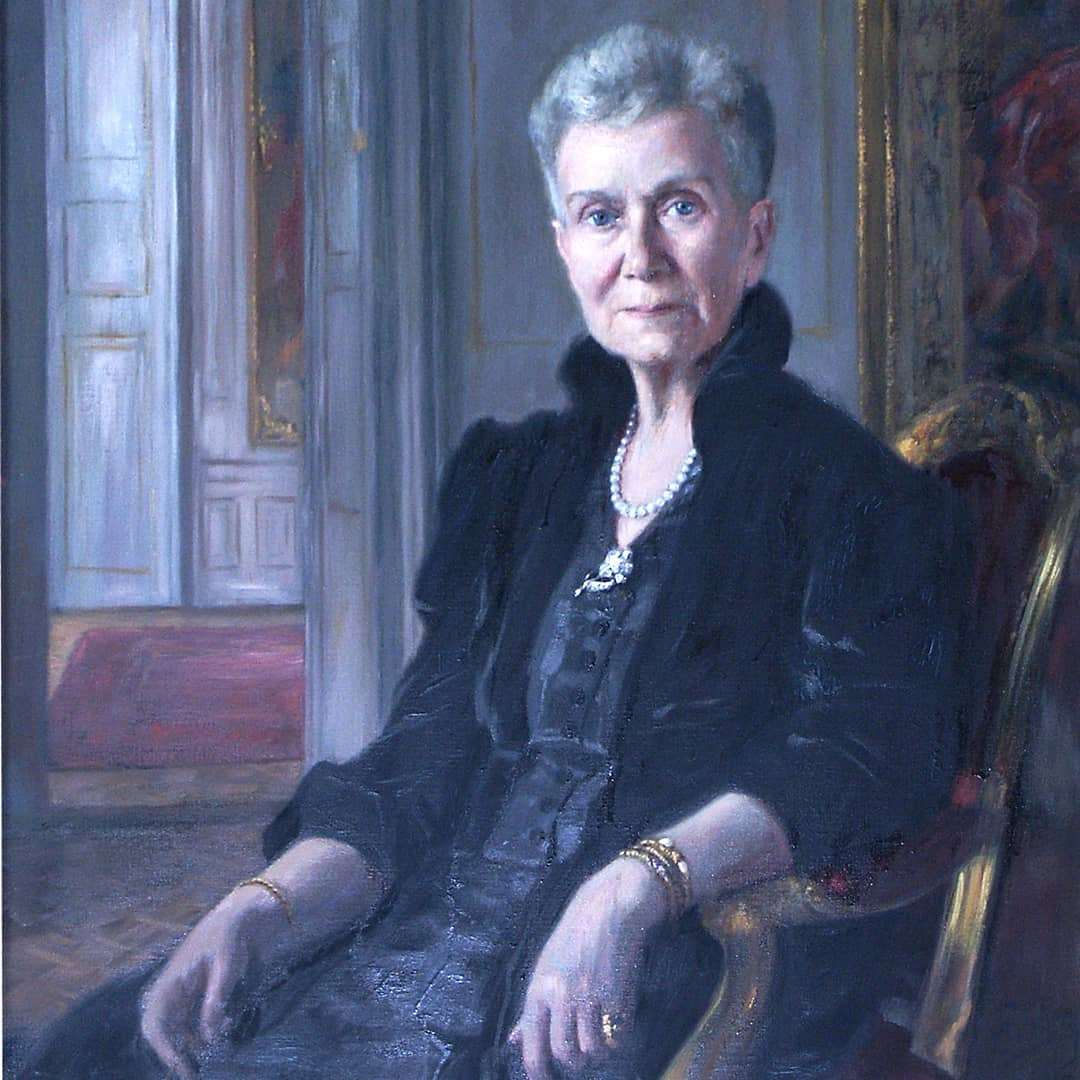
Fürstin Anna Luise, 1941, Bildnis von Gottfried Albert Maria Bachem

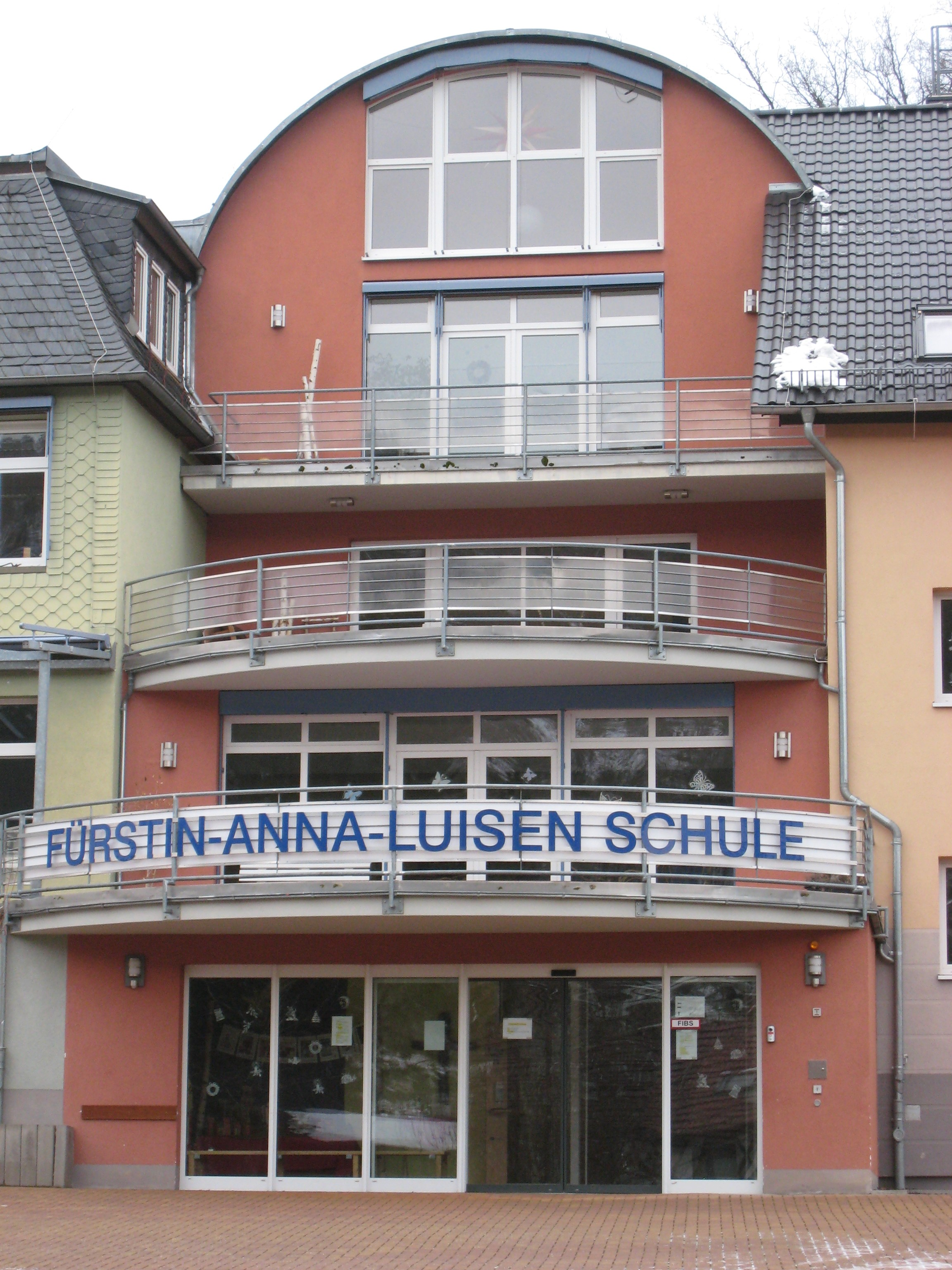
Schule in Bad Blankenburg, Königseer Straße 42, die den Namen der Fürstin trägt

Im Rahmen der Novemberrevolution 1918 dankte Günther Victor als letzter Bundesfürst am 23. November als Fürst von Schwarzburg-Rudolstadt und am 25. November als Fürst von Schwarzburg-Sondershausen ab. Danach behielt das Fürstenpaar die Schlösser Schwarzburg und Rathsfeld mit den dazugehörigen Ländereien und Wohnrecht in den Residenzschlössern Heidecksburg und Sondershausen. Das Land Thüringen sicherte ihnen noch ein angemessenes Jahresgeld. Ein Großteil des Vermögens und der Kunstgüter gingen in die bereits am 22. November 1918 gegründete „Fürst-Günther-Stiftung“ über.
Anna Luise konnte erst nach längerer Zeit schweren Herzens den erzwungenen Bedeutungsverlust akzeptieren. Ihren Worten nach wollten wohl die aktuellen Machthaber sie nur als „historische Raritäten“ aufbewahren. Die Frage nach der Abfindung des Fürstenhauses, die das Land Thüringen zahlen sollte, wurde letzten Endes nie geklärt.
Am 16. April 1925 verstarb nach langer Krankheit Günther Victor im Schloss Sondershausen. Ihr Mann hatte sie als Alleinerbin eingesetzt, so dass sie den Rechtsstreit mit Sizzo weiterführen musste. Auch nach seinem Tod 1926 schloss Anna Luise eine Adoption seines einzigen Sohnes Friedrich Günther von Schwarzburg aus, da er den Rechtskampf seines Vaters gegen sie weiterführte. Im Jahre 1942 entschied sich die letzte Fürstin von Schwarzburg für eine Adoption des Prinzen Wilhelm von Schönburg-Waldenburg, des jüngsten Sohnes ihres Bruders Ulrich.
1945 wurde sie jedoch enteignet und das Schwarzburger Hausvermögen größtenteils in Volkseigentum überführt. Allerdings durfte sie noch bis zu ihrem Tode 1951 im Sondershäuser Residenzschloss wohnen bleiben. Sie war eine von drei Angehörigen ehemals regierender Häuser, die 1949 Bürger der DDR wurden, neben Herzog Ernst II. von Sachsen-Altenburg, dem einzigen der bis 1918 regierenden deutschen Bundesfürsten, und der ehemaligen Herzogin Adelheid von Sachsen-Altenburg.